# 決戰食神
《決戰食神》（英語：Cook Up A Storm，原名《鋒味江湖之決戰食神》），是2017年上映的香港賀歲電影，由謝霆鋒、鄭容和、黄秋生、唐嫣、葛優、白冰、杜海濤主演，由葉偉民導演，2017年1月28日上映。

## 剧情
極具廚藝天分的順德小廚神高天賜（謝霆鋒 飾）和師傅「味王」洪七（葛優 飾）在春風里經營七記大牌檔，深受街坊歡迎。小師妹海膽妹（唐嫣 飾）和飯團（杜海濤 飾）力薦七記參加電視台的美食節目「大廚有請」，勝出者可以到澳門參加國際美食擂台大賽「決戰食神」（“食神”高峰（黄秋生 饰）实为天赐父亲），但天賜因儿时厨艺不佳而被高峰赶出厨房一事，对這虛銜不以為然。
另邊廂，來自歐洲的三星名廚安保羅（鄭容和 飾）和女友美優（白冰 飾），離開法國來到中國創業，跟大地產商利家聰（王太利 飾）合作，銳意打造一個東方的美食品牌，而這高級餐廳「摘星名廚」正正就在七記對面開張，保羅因而見識到天賜的廚藝，二人數度交手後，都暗自佩服對方，更巧合是，「大廚有請」的決賽正是要二人交鋒。一場街坊廚神與星級大廚的決戰，由街頭火拼到上電視，公開決一勝負。
两人厨艺不相上下，惟天赐因仪态、摆盘而败给保罗。然而不久后，保罗因失去味觉而被美优背叛、被利家聪踢出局。保罗与天赐交好，并加入七记；后邀请天赐联手参加比赛，打败美优等其他参赛厨师，获得冠军。
保罗深知天赐与父亲的矛盾，而在决赛前将机会让予天赐，令其与父亲高峰同台对决。天赐做了一碗家常面，端到高峰面前，台下评委大吃一惊，而同时高峰表示赞赏。
新春佳节，七记的生意如火如荼，师傅洪七为大家致辞，表示要“让天下没有难吃的饭”，最后七记的工作人员为大家送上2017年的新春祝福。

## 演員
| 演員   | 角色   | 角色介紹 |
| 謝霆鋒 | 高天赐 | 小時候親生父親高峰要向外發展，成爲食神，把天赐放到七記交給洪七照顧和教導，練出一手超好的廚藝，尤其大部分中菜也料如指掌！突然因爲安保羅的西廚理念到來，跟安保羅來個廚藝大鬥法卻因一點無關大雅的事輸了。可是因爲安保羅隨後被助手兼女友美優出賣，於是和天赐合作第二場比賽，煮出了中西合璧的麻婆豆腐贏出了比賽，之後就在七記當大廚。 |
| 鄭容和 | 安保羅 | 三星總廚，與高天賜先對立，後合作 |
| 唐嫣   | 海膽妹 | |
| 白冰   | 美優   | 安保羅助手，後出賣其 |
| 葛優   | 洪七   | 高天赐师傅 |
| 杜海濤 | 飯團   | |
| 黄秋生 | 高峰   | 高天赐之父，食神 |
| 王太利 | 利家聰 | 地產商 |
| 詹瑞文 |        | |
| 海鳴威 |        | |
| 衛詩雅 |        | 美食主持人 |
| 蔡瀾   |        | 美食評委 |
| 李純恩 |        | 美食評委 |
| 伊一   |        | 美食評委 |
| 陈欢   |        | 美食大赛主持人 |
| 陳貝兒 |        | 比賽主持 |

## 電影歌曲
| 曲別   | 歌名                          | 演唱者                                                 | 作詞                    | 作曲                             |
| 主題曲 | 完美這一天（粵） 團圓飯（國） | 謝霆鋒、容祖兒、 古巨基、Twins、 李克勤、陳偉霆、 林峯 | 李峻一（粵） 崔恕（國） | Panot Khunprasert、Prakarn Raiva |
| 宣傳曲 | 漫漫人生路                    | 謝霆鋒、鍾鎮濤                                         | 林貴敏                  | 吳大衛                           |

## 外部連結
- 開眼電影網上《決戰食神》的資料（繁體中文）
- 豆瓣电影上《決戰食神》的資料 （简体中文）
- 时光网上《決戰食神》的資料（简体中文）
- YouTube上的《決戰食神》.Template:Ch-tw
- 互联网电影数据库（IMDb）上《決戰食神》的资料（英文）

| 新加坡 新传媒8频道 新春特备 下午 4点30分 首播 |
| --------------------------------------------- |
| 决战食神 2019.02.04                           |

| 马来西亚 八度空间 新春特备 下午 3点 首播 |
| ---------------------------------------- |
| 决战食神 2019.02.06                      |